# Sumiciu
El sumiciu es un personaje de la mitología asturiana que viste con un gorro de rojo y tiene la costumbre de aparecer como el Trasgu.

## Etimología
Su nombre procede del latín sumere: "coger, apropiarse, adquirir".

## Características
Es menos conocido que el Trasgu, pero al igual que este, es un duende hogareño. Se le asocia con los despistes y las desapariciones de objetos, siendo habitual en Asturias escuchar las frases llevolu'l sumiciu o paez obra del sumiciu. Es de un tamaño sumamente pequeño y para nada visible, ya que nunca se le suele ver. Está representado como otros arquetipos de la mitología asturiana en el Camín Encantau, en el Valle de Ardisana, Llanes. En Somiedo, un concejo de Asturias, era costumbre rezar a San Antonio para que este duende devolviese lo sustraído, perola oración debía pronunciarse sin trabucaciones, como lo describió el periodista y escritor Constantino Cabal en La mitología asturiana (1925).